# 8001 (теплопаровоз)
8001 (заводской номер) — советский грузовой теплопаровоз типа 1-5-1, выпущенный в 1948 году Ворошиловградским паровозостроительным заводом.
Проектирование данного теплопаровоза на Ворошиловградском заводе началось ещё в 1940 году, после постройки и первых испытаний пассажирского теплопаровоза. Согласно проекту, новый грузовой теплопаровоз типа 1-5-1 должен был быть по мощности эквивалентен грузовому паровозу ФД, а принцип работы и устройство были заимствованы от пассажирского теплопаровоза типа 1-4-1. Руководил проектированием инженер П. А. Сорока.
В 1941 году на заводе начали строить теплопаровоз и всё уже было почти завершено, когда из-за начавшихся военных событий работы пришлось прекратить. Вновь к постройке вернулись уже в 1945 году, после окончания войны и восстановления завода. Так как пассажирский теплопаровоз эксплуатировался в течение всей войны, то к 1945 году был накоплен опыт по работе отдельных узлов. В связи с этим, в конструкцию грузового теплопаровоза, которому присвоили заводской номер 8001, был внесён ряд изменений, в том числе многие узлы (цилиндровый блок, шатуны, поршни, система охлаждения и т. д.) были изготовлены заново. Из-за всех этих работ, постройка грузового теплопаровоза была завершена лишь в сентябре 1948 года. В целом теплопаровоз, как и его предшественник, получился весьма тяжёлым. Так его сцепной вес составлял 116,3 т, а рабочая масса — 152,9 т. По проекту же они должны были составлять 107 т и 141 т соответственно. С каждой стороны располагалось по 2 цилиндра. Поршни передних полостей машины диаметром 400 мм были связаны через скалки, ползуны и шатуны с качалкой и одновременно жёстко соединялись с поршнями задних полостей диаметром 425 мм. Вторые поршни задних полостей также имели диаметр 425 мм и были тронкового типа, то есть машины, в отличие от пассажирского теплопаровоза, имели только 2 полости. Задние полости цилиндров предназначались для работы на паре и по парогенераторному циклу.
В 1948—1949 г. были проведены заводские испытания локомотива, которые показали, что до скорости 30 км/ч наблюдался неустойчивый режим работы двигателя, что приводило сильным подёргиваниям теплопаровоза. По проекту давление при вспышках топлива в цилиндрах должно было составлять 36  кгс/см², однако на деле оно могло достигать 55  кгс/см², что приводило к перегрузке движущего механизма. Из-за этого также наблюдалось снижение индикаторного давления в задних полостях цилиндров при работе на паре, которое составляло не более 5—7  кгс/см², тогда как по расчётам должно было быть 11—13  кгс/см². По проекту на теплопаровозе должен был быть парогазовый цикл, который предусматривает, что при падении давления газа в цилиндрах до уровня котлового, в цилиндры бы дополнительно поступал пар (применено в 1943 году на пассажирском теплопаровозе). Однако на практике такой цикл на грузовом теплопаровозе реализовать практически не удалось, а отказ от него снизил бы проектную мощность, да и весь грузовой теплопаровоз стал бы банальным повторением пассажирского теплопаровоза в его первоначальном виде.
Все эти недостатки, в сочетании с начавшимся на ряде советских заводов тепловозостроением, привели к тому, что опытный грузовой теплопаровоз так и остался на Ворошиловградском паровозостроительном заводе, где его вскоре пустили на металлолом.